# تاتکووو
تاتکووو (به بلغاری: Tatkovo) یک منطقهٔ مسکونی در بلغارستان است که در شهرستان کاردژالی واقع شده‌است.